# Salzweg

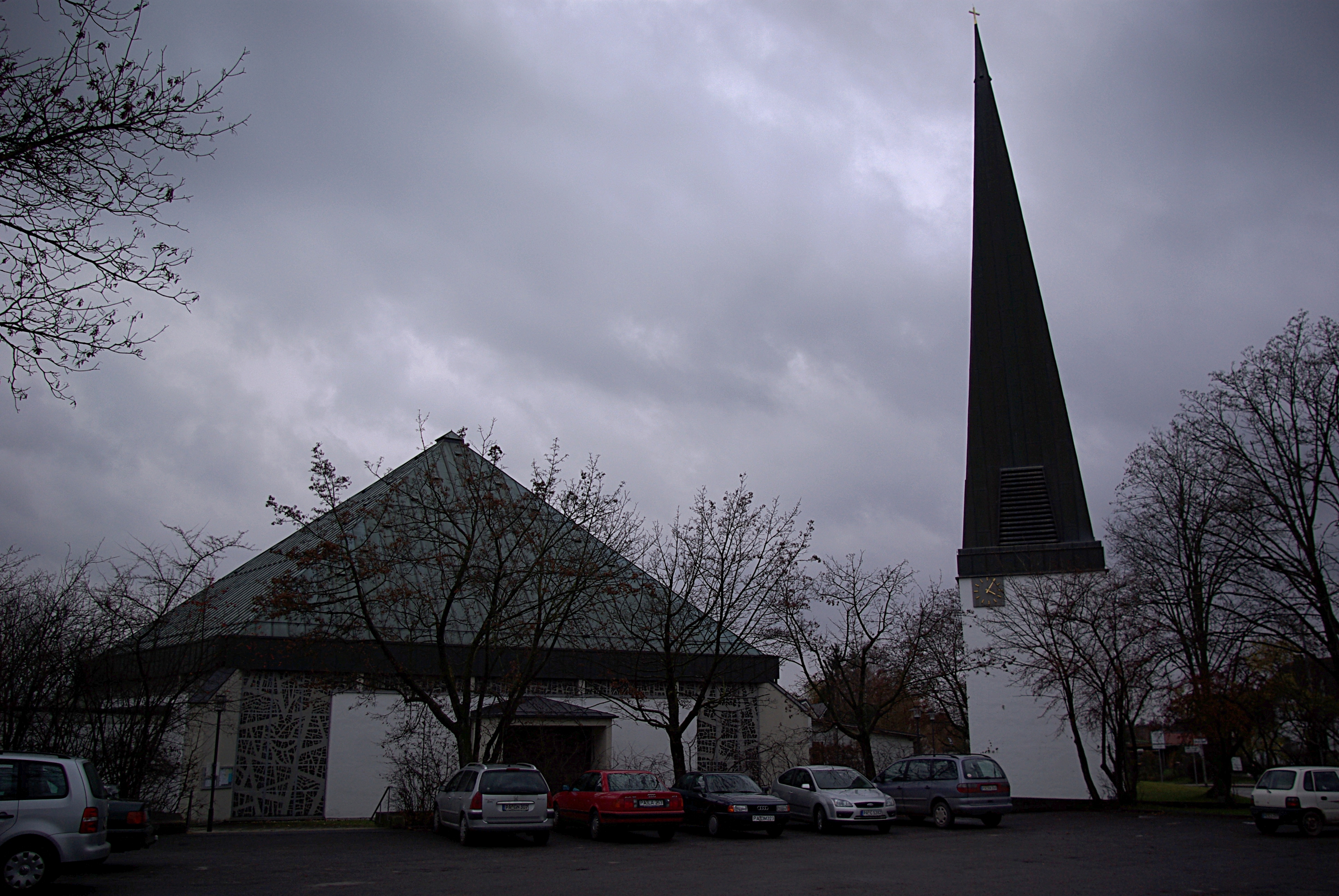
Die katholische Pfarrkirche St. Rupertus (1963–64 erbaut)

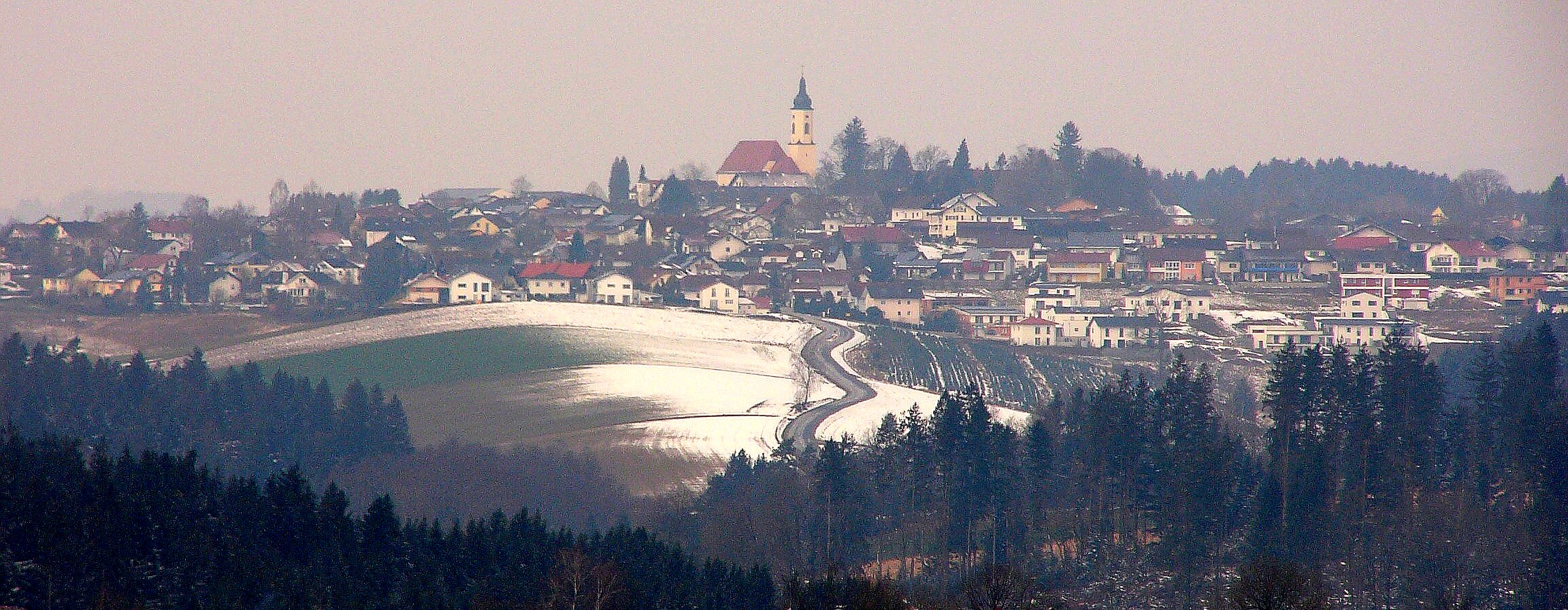
Panorama von Salzweg

Salzweg ist eine Gemeinde im niederbayerischen Landkreis Passau.

## Geografie

### Geografische Lage
Salzweg liegt in der Planungsregion Donau-Wald auf einem kleinen Höhenrücken nördlich der Donau und östlich der Ilz. Der Ort befindet sich fünf Kilometer nördlich von Passau, 20 km südlich von Waldkirchen und 28 km von Freyung entfernt. Zur Bundesautobahn 3 (Ausfahrt Passau-Nord, Passau-Mitte oder Passau-Süd) sind es jeweils 15 km.

### Nachbargemeinden
- Tiefenbach (bei Passau) (Gemeinde)
- Ruderting (Gemeinde)
- Hutthurm (Markt)
- Büchlberg (Gemeinde)
- Thyrnau (Gemeinde)
- Passau (Stadt)

### Gemeindegliederung
Es gibt 52 Gemeindeteile:
- Ambrosmühl
- Angl
- Atzmannsdorf
- Auhäusl
- Außernreuth
- Eggersdorf
- Englboldsdorf
- Euzersdorf
- Franklbach
- Frankldorf
- Frauenhof
- Gstöttmühle
- Haag
- Hof
- Hofstetten
- Hundswinkl
- Hütten
- Innerreut
- Jägeröd
- Judenhof
- Kamping
- Kiesling
- Kindleinsberg
- Kinsing
- Kleinfelden
- Koglhof
- Krietzing
- Kronawitten
- Leitzing
- Lichtenöd
- Limbach
- Neuhäuser
- Oberilzmühle
- Obersimboln
- Ratzing
- Salzweg
- Schlott
- Schwarzmühle
- Seiersdorf
- Steinbüchl
- Stolling
- Stolzesberg
- Straßkirchen
- Stuhlberg
- Teufelsmühl
- Unterilzmühle
- Untersimboln
- Willhartsberg
- Witzersdorf
- Witzmannsberg
- Wulzing
- Wurmeck

Es gibt die Gemarkungen Salzweg und Straßkirchen.

## Geschichte

### Bis zur Gemeindegründung
Das Straßendorf Salzweg entstand an dem Saumweg zwischen Bayern und Böhmen, der im frühen 16. Jahrhundert die Bezeichnung Goldener Steig erhielt. In Urkunden des Hochstifts Passau werden 1209 ein Olricus Salzweger und 1222 ein Ulricus Salzweger als Zeugen erwähnt.
Spätestens seit dem 10. Jahrhundert holten die böhmischen Slawen in Passau das lebenswichtige Salz, das ihrem Land fehlte. Am 19. April 1010 schenkte König Heinrich II., der spätere Kaiser, dem kleinen, reichsunmittelbaren Nonnenkloster St. Maria zu Niedernburg in Passau unter anderem die gesamten Zolleinnahmen des Warenverkehrs nach Böhmen. Diese urkundliche Erwähnung ist die erste zuverlässige Nachricht vom Bestehen eines Handelsweges von Passau durch den „Nordwald“ nach Böhmen, der aber vermutlich weit älteren Ursprungs ist. Im Passauischen hieß dieser Weg, der ein Saumsteig und keine Fahrstraße war, im 13. Jahrhundert „via Boemorum“, „Salzweg“ oder auch „Schefweg“. Damit war der Weg zu den Schiffen gemeint, mit denen das Salz von Reichenhall bzw. Hallein nach Passau transportiert wurde. Weiträumig besiedelt wurde das Gebiet östlich der Ilz erst, nachdem es durch die erwähnte Schenkung zum „Land der Abtei“ geworden war.
Salzweg wurde sowohl in der Seelsorge als auch in Verwaltungsangelegenheiten von Straßkirchen betreut, das bis zur Säkularisation 1803 Amtssitz blieb.
1803 wurde Salzweg mit dem größten Teil des hochstiftischen Gebietes zugunsten des Erzherzog Ferdinand von Toskana säkularisiert und fiel erst 1805 an Bayern. Im Zuge der Verwaltungsreformen in Bayern entstand mit dem Gemeindeedikt von 1818 die heutige Gemeinde.

### 20. Jahrhundert
Um 1900 zählte der Ort zehn Anwesen und ca. 200 Einwohner. Erst 1910 erhielt Salzweg ein eigenes Schulgebäude. Ab der Mitte des 20. Jahrhunderts wuchs die Bevölkerung stark an. Hier wirkte sich die Nähe zu Passau aus, aufgrund derer sich viele Arbeitnehmer in Salzweg nieder ließen; andererseits fanden kleine und mittlere Unternehmen in Salzweg einen günstigen Standort. Im Jahre 1965 wurde die Pfarrei Salzweg errichtet.

### Eingemeindungen
Am 1. Januar 1972 schlossen sich im Rahmen der Gebietsreform in Bayern die Gemeinden Salzweg und Straßkirchen auf freiwilliger Basis zur Einheitsgemeinde zusammen.

### Einwohnerentwicklung
Im Zeitraum 1988 bis 2018 wuchs die Gemeinde von 5129 auf 6897 um 1768 Einwohner bzw. um 34,5 %.
Auf dem Gebiet der Gemeinde wurden folgende Einwohnerzahlen gezählt:
- 1961: 2248 Einwohner, davon 0957 in Straßkirchen
- 1970: 3244 Einwohner, davon 1066 in Straßkirchen
- 1975: 3792 Einwohner
- 1980: 4271 Einwohner
- 1985: 4756 Einwohner
- 1991: 5624 Einwohner
- 1995: 6335 Einwohner
- 2000: 6631 Einwohner
- 2005: 6839 Einwohner
- 2010: 6560 Einwohner
- 2015: 6813 Einwohner
- 2020: 6875 Einwohner[6]

## Politik

### Gemeinderat
Der Gemeinderat setzt sich seit der Kommunalwahl am 15. März 2020 wie folgt zusammen:
- CSU: 6 Sitze (31,68 % der Stimmen)
- FWG Salzweg-Straßkirchen: 7 Sitze (35,00 % der Stimmen)
- SPD: 2 Sitze (10,66 % der Stimmen)
- Frischer Wind-Die Grünen: 3 Sitze (15,04 % der Stimmen)
- Junge Liste Salzweg-Straßkirchen: 2 Sitze (7,62 % der Stimmen)

Die Wahlbeteiligung betrug 63,95 %. Gegenüber der Amtszeit 2014 bis 2020 verloren CSU und SPD je einen Sitz, die FWG und die Junge Liste konnten jeweils einen Sitz dazu gewinnen.

### Bürgermeister
1. Bürgermeister ist Josef Putz (Freie Wählergemeinschaft Salzweg-Straßkirchen – FWG). Er gewann 2014 die Stichwahl mit 54,41 Prozent der abgegebenen Stimmen gegen Raimund Kneidinger (CSU, 45,59 Prozent). Sein Vorgänger Horst Wipplinger (CSU), der seit 2002 amtierte und 2008 mit 55,48 Prozent der abgegebenen Stimmen wiedergewählt wurde, trat 2014 nicht mehr an. Putz wurde am 15. März 2020 mit 71,71 % der Stimmen für weitere sechs Jahre gewählt. 2. Bürgermeisterin ist seit Mai 2020 Gabriele Schweizer (FWG) und als 3. Bürgermeister wurde Christian Meier (Grüne/Frischer Wind) gewählt.

### Finanzen
Die Gemeindesteuereinnahmen betrugen im Jahr 2019 7,4 Mio. €, davon 4,1 Mio. € Einkommensteuereinnahmen und 3,3 Mio. € Gewerbesteuereinnahmen.

## Wappen
|                         | Blasonierung: „Schräglinks geteilt von Silber und Rot; oben ein rotes Salzfass, unten zwischen zwei silbernen Schrägbalken ein schräg gestellter goldener Lilienstängel.“ |
| Wappenführung seit 1971 | |

## Wirtschaft und Infrastruktur

### Wirtschaft einschließlich Land- und Forstwirtschaft
Es gab 2012 nach der amtlichen Statistik im Bereich der Land- und Forstwirtschaft vier, im produzierenden Gewerbe 1182 und im Bereich Handel und Verkehr 141 sozialversicherungspflichtig Beschäftigte am Arbeitsort. In sonstigen Wirtschaftsbereichen waren am Arbeitsort 295 Personen sozialversicherungspflichtig beschäftigt. Sozialversicherungspflichtig Beschäftigte am Wohnort gab es insgesamt 2393. Im verarbeitenden Gewerbe gab es sieben Betriebe, im Bauhauptgewerbe sechs Betriebe. Zudem bestanden im Jahr 2010 46 landwirtschaftliche Betriebe mit einer landwirtschaftlich genutzten Fläche von 1606 ha, davon waren 829 ha Ackerfläche und 777 ha Dauergrünfläche.

### Bildung
Es gibt folgende Einrichtungen (2020/21):
- Straßkirchen Kinderkrippe: 15 Krippenplätze
- Straßkirchen Kindergarten: 65 Kindergartenplätze
- Straßkirchen Grundschule: 85 Schüler und 8 Lehrkräfte
- Salzweg Kinderkrippe: 45 Krippenplätze
- Salzweg Kindergarten: 125 Kindergartenplätze
- Salzweg Grund- u. Mittelschule: 176 Schüler und 22 Lehrkräfte

### Sport
In Salzweg gibt es einige Sportvereine u. a. den FC Salzweg und die DJK Straßkirchen.

## Persönlichkeiten
- Herbert Drexler (* 1954), Automobilrennfahrer und Unternehmer
- Peter Seewald (* 1954), Journalist und Autor